# Larissa Vassilian
Larissa Vassilian (* 17. Juni 1976 in Konstanz) ist eine deutsche Journalistin deutsch-armenischer Herkunft. Bekannt geworden ist sie unter ihrem Künstlernamen Annik Rubens mit ihrem Podcast Schlaflos in München, den sie von 2005 bis Ende 2014 betrieb und mit dem sie mit jeder Folge etwa 10.000 Hörer erreichte. Damit gehörte sie zu den erfolgreichsten Podcasterinnen im deutschen Sprachraum. Sie lebt in München.

## Leben
Vassilian wurde als Tochter der deutschen Malerin aus Niederbayern Sylvia Vassilian und des armenischen Diplominformatikers Rouben Vassilian geboren. Sie besuchte das Franz-Marc-Gymnasium in Markt Schwaben. Nach dem Abitur studierte sie von 1995 bis 2003 im Rahmen eines Magisterstudienganges Amerikanische Kulturgeschichte, Politische Wissenschaften und Völkerkunde an der Ludwig-Maximilians-Universität München.
2003 und 2004 absolvierte sie ein Fernstudium Freelance and Feature Writing an der London School of Journalism.

## Journalistischer Werdegang
Journalistisch durchlief Vassilian zunächst mehrere Stationen als Praktikantin und freie Mitarbeiterin in verschiedenen Printmedien. Unter anderem war sie als Pauschalistin für die Süddeutsche Zeitung in Ebersberg, die Abendzeitung sowie drei Tage auch für die Münchner Ausgabe der Bild (2001) tätig. Weitere Tätigkeiten führten sie zum go> Stadtmagazin in München und 2004 bis 2005 unter anderem als Redakteurin des Ressorts Fernsehen& Kino zu Gong und Bild+Funk. Als freie Mitarbeiterin schrieb sie von 2003 bis 2007 Kinokritiken für die baden-württembergische Jugendzeitung yaez, für das sie auch ab 2009 wieder schreibt. Außerdem ist sie für Radiosender wie den SWR und den Bayerischen Rundfunk aktiv und verfasst regelmäßig Beiträge zu den Themen Internet/Computer/Neue Medien. Seit 2008 verfasste sie als Meinungsmacherin kurze Videokolumnen für das Portal zoomer.de, das aber 2009 eingestellt wurde. Seit April 2021 schreibt sie im Wechsel mit Sandro Schroeder die Kolumne Podcast-Kritik auf Übermedien.

## Podcasting
Neben dem 2005 gestarteten Podcast Schlaflos in München betrieb sie mit Timo Hetzel bis zum 1. Oktober 2006 noch den Podcast Filme und so, zu dem auch ein Video-Podcast existierte.
Vassilian betreibt aktiv noch weitere Podcasts mit den Namen Audible Hörletter (kommerziell) und Handling Hören. Der kommerzielle Podcast Trackcast sowie der Podcast Podparade (für Bayern 3) wurden eingestellt, für den IKEA-Podcast produzierte sie die ersten drei Folgen. Ihr Podcast Anniks Hörtipp wurde in eine Rubrik von Schlaflos in München verschoben. Außerdem hat sie das Podcast-Portal 99 Podcasts erstellt. Sie nimmt auch den  Podcast Slow German auf, mit dem sie deutschlernenden Schülern eine Möglichkeit gibt, ihr Deutsch zu üben.
Schlaflos in München stellte sie am 19. September 2006 zugunsten einer Kreativpause mit der 400. Folge vorläufig ein. Am 5. Dezember 2006 startete sie mit der Folge 401 die zweite Staffel von Schlaflos in München als wöchentlichen Podcast. Hierbei führte sie zusammen mit Jens-Uwe Krause die neue und sehr beliebte Rubrik der Podvela ein, in der sie sich mit ihm Briefe schrieb. Die Rubrik wurde nach dem Beginn der Elternzeit von Krause im Dezember 2008 nicht fortgeführt.
Seit 2006 ist sie Workshop-Dozentin für den Studiengang Musikjournalismus an der Hochschule für Musik und Theater München, sie unterrichtet zudem an der EMS Electronic Media School in Babelsberg, an der Deutschen Journalistenschule in München, an der Katholischen Journalistenschule ifp in München, dem SAE Institute, der Volkshochschule und weiteren Bildungseinrichtungen.
Zwischen März 2009 und Mai 2010 sendete Vassilian zusammen mit der Kunstfigur Moose, dem Elch, einen Videopodcast namens Ersatz-TV.
Im März 2010 begann Vassilian einen gemeinsamen Podcast unter dem Titel Na Servus mit Alexander Wunschel. In der 14. Folge gab sie Ende November 2010 die Geburt ihres ersten Sohnes bekannt.
Im März 2015 beendete Vassilian ihren Podcast Schlaflos in München nach zehn Jahren und 673 Podcastfolgen. Die letzte Folge vom 19. März 2015 trug den Titel Over and Out.

## Preise
- 2005 erhielt Vassilian bei den US-amerikanischen Podcast Awards die Auszeichnung in der Kategorie Non-English Winner.
- 2006 wurde sie bei den ersten Deutschen Podcast-Awards mit einem Ehrenpreis ausgezeichnet.
- 2008 European Podcast Award, Gewinnerin in der Sparte „Personality“

## Weitere Veröffentlichungen
- Finns Reise im Schlafanzug. ISBN 978-3-00-026334-7 finnsreise.de (Memento vom 9. Oktober 2013 im Webarchiv archive.today).
- Ein Löwe feiert Geburtstag. Carlsen Verlag, 1998, ISBN 3-551-03921-6 (Beispielseite online unter textontime.de (Memento vom 2. Dezember 2005 im Internet Archive)).
- Podcasting. Das Buch zum Audiobloggen. O’Reilly 2006, ISBN 3-89721-459-8 (Auszüge online bei Google Bücher).
- Podcasting! Von erfahrenen Podcastern lernen. Rheinwerk Verlag 2018, ISBN 3-8362-8579-7.